# Bothus
Bothus là một chi cá trong họ Bothidae phân bố ở khắp vùng Ấn Độ Dương, Thái Bình Dương và Đại Tây Dương.

## Các loài
Hiện hành có 16 loài được ghi nhận trong chi này:
- Bothus assimilis (Günther, 1862)
- Bothus constellatus (D. S. Jordan, 1889) (Pacific eyed flounder)
- Bothus ellipticus (Poey, 1860)
- Bothus guibei Stauch, 1966 (Guinean flounder)
- Bothus leopardinus (Günther, 1862) (Pacific leopard flounder)
- Bothus lunatus (Linnaeus, 1758) (Plate fish)
- Bothus maculiferus (Poey, 1860) (Mottled flounder)
- Bothus mancus (Broussonet, 1782) (Flowery flounder)
- Bothus mellissi Norman, 1931 (St. Helena flounder)
- Bothus myriaster (Temminck & Schlegel, 1846) (Indo-Pacific oval flounder)
- Bothus ocellatus (Agassiz, 1831) (Eyed flounder)
- Bothus pantherinus (Rüppell, 1830) (Leopard flounder)
- Bothus podas (Delaroche, 1809) (Wide-eyed flounder)
- Bothus robinsi Topp & F. H. Hoff, 1972 (Twospot flounder)
- Bothus swio Hensley, 1997
- Bothus tricirrhitus Kotthaus, 1977